# Lamentations
Lamentations er Opeths første live-dvd, der blev udgivet på forlaget Music For Nations i 2004. Den er efterfølgeren til albummet Damnation og optaget live på Shepherd's Bush Empire (et spillested i London) i 2003, hvor Opeth spiller alle sange fra Damnation-albummet og nogle sange fra albummene Blackwater Park og Deliverance. Den indeholder også en dokumentarfilm om hvordan Damnation og Deliverance blev til. Dokumentarfilmen er om begge album da de blev lavet samtidigt.